# Felice Giani
Felice Giani (* 15. Dezember 1758 in San Sebastiano Curone; † 11. Januar 1823 in Rom) war ein italienischer Maler und Innenarchitekt, einer der größten Vertreter des Neoklassizismus.

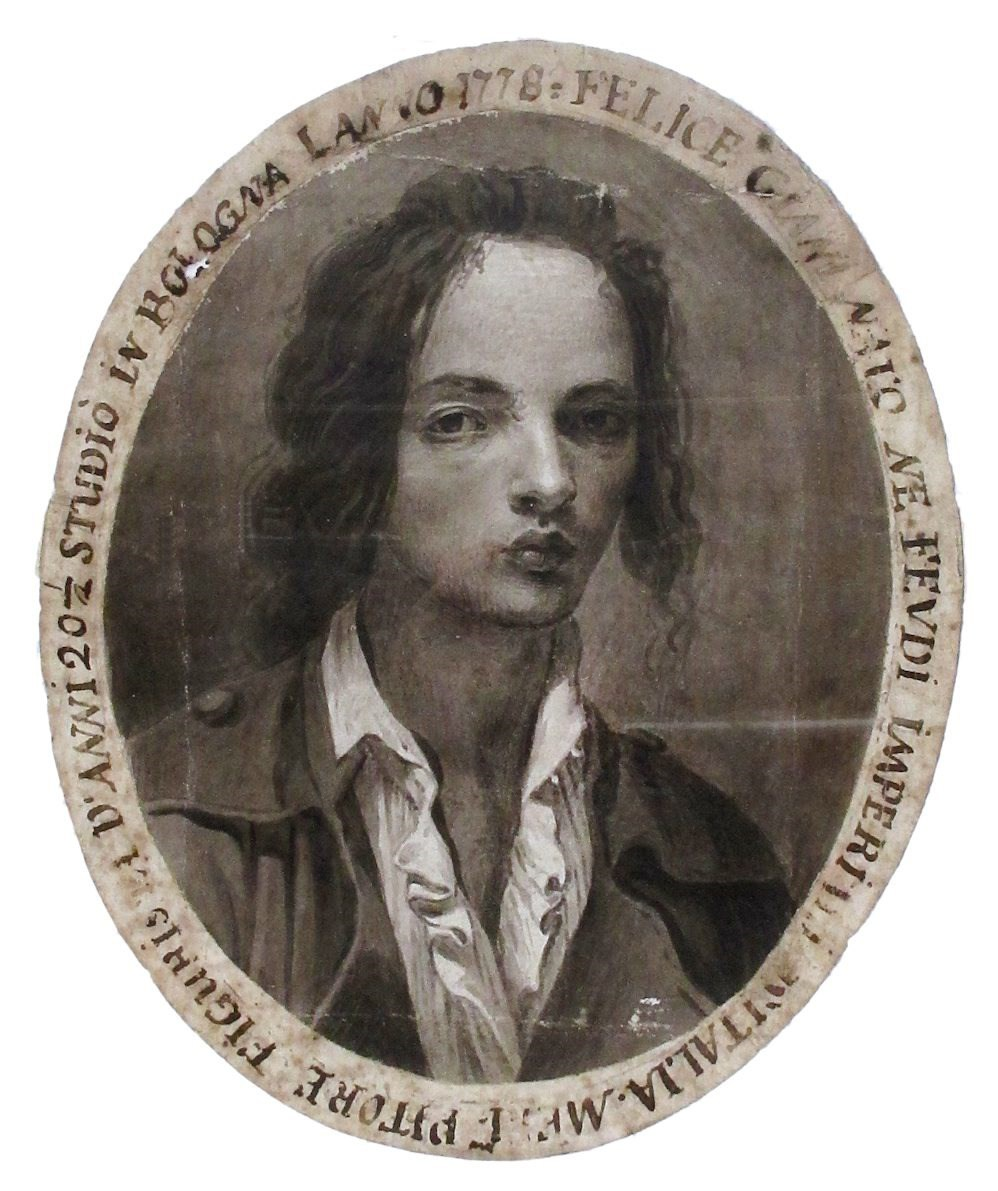
Selbstporträt

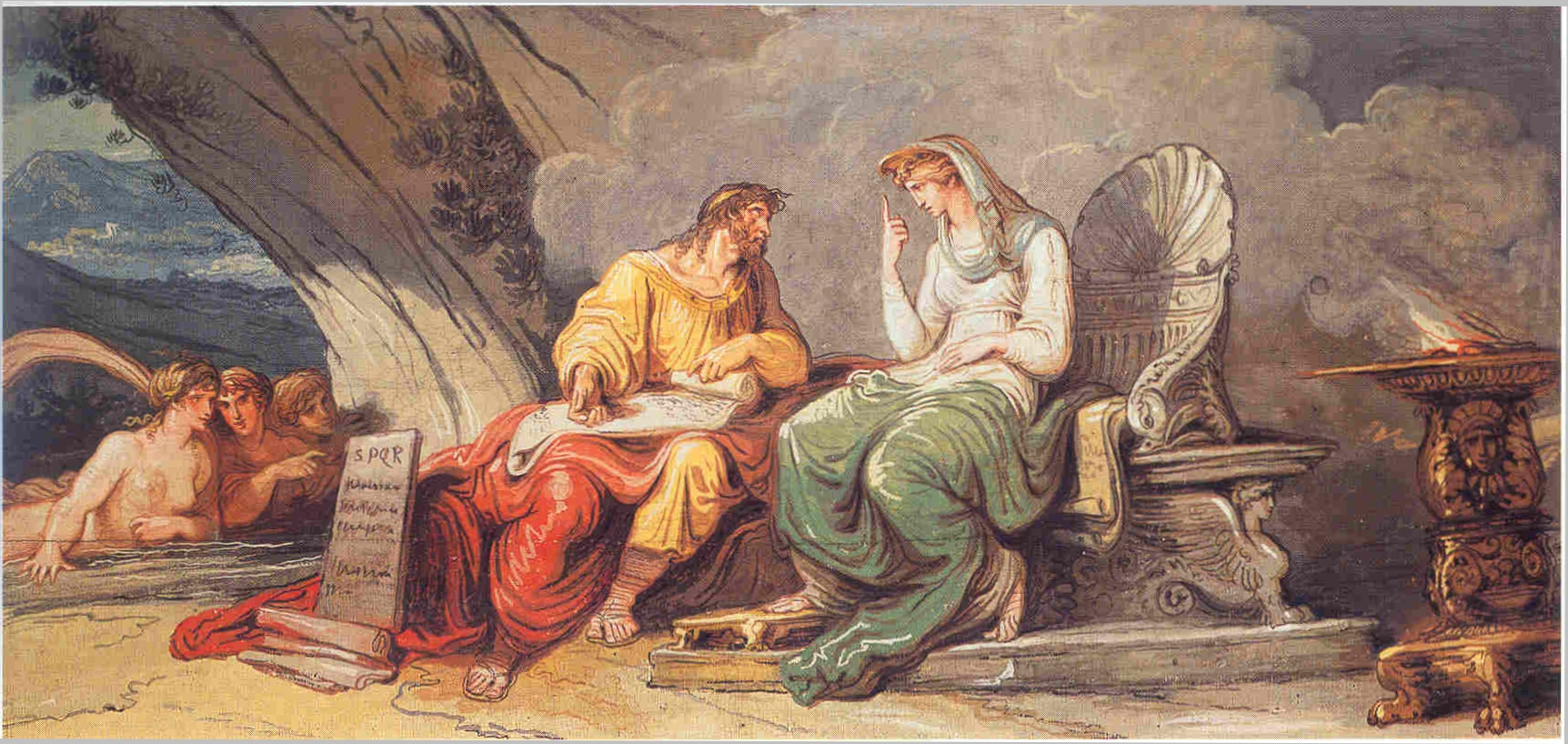
Numa Pompilius erhält von der Nymphe Egeria die Gesetze Roms, Palazzo dell’Ambasciata di Spagna, Sala dei Legislatori, Rom

## Leben
Felice Giani studierte zunächst in Pavia unter Carlo Antonio Bianchi und Antonio Galli da Bibbiena. Er setzte dann seine Studien in Bologna bei Domenico Pedrini und Ubaldo Gandolfi fort. Nachdem er 1780 dank der Protektion des Fürsten Doria Pamphili nach Rom gezogen war, arbeitete er mit verschiedenen Künstlern, darunter Cristoforo Unterperger, Giuseppe Cades, Domenico Corvi und Angelica Kauffmann, und den Architekten Giovanni Antonio Antolini und Andrea Vici zusammen. In diesen Jahren erzielte Giani seine ersten Erfolge: Er nahm an der prestigeträchtigen Dekoration des Palazzo Altieri und Palazzo Antonelli, bekannt als „die 100 Fenster“, dem Landsitz von Kardinal Leonardo Antonelli, dem „Roten Papst“, auf den Hügeln von Senigallia, teil. Er gestaltete die Säle und die Türen des Hauptgeschosses, wobei er die außergewöhnlichen Themen der „Domus Aurea“ darstellte. Im Auftrag von Cristoforo Unterperger kopierte er zusammen mit einem Team von Künstlern die Ornamente der Loggien von Raffaello im Vatikan auf Enkaustik, die dann an Katharina II. von Russland geschickt wurden, die sie in einem Saal der Eremitage aufstellte.
1784 wurde Giani bekannt, als er den zweiten Preis in einem Zeichenwettbewerb an der Akademie von Parma gewann, einer Stadt, die in jenen Jahren treibende Kraft des aufkommenden Neoklassizismus war. Ein anderer zukünftiger „unkonventioneller“ Künstler, der junge Francisco Goya, hatte ebenfalls an dem Wettbewerb teilgenommen.
Im Jahr 1786 zog er nach Faenza, um die Galleria del Palazzo Conti-Sinibaldi und die Galleria dei Cento Pacifici (mit Hilfe von Barozzi) zu gestalten. Im folgenden Jahr wurde er zum akademischen Ehrenmitglied der Accademia Clementina in Bologna ernannt. Nach einem erneuten Aufenthalt in Rom (1788–1794) vervollständigt Giani seine Ausbildung mit einer Reise nach Neapel, Herculaneum und Pompeji, bevor er nach Faenza zurückkehrt, wo er an der Galerie des Palazzo Laderchi arbeitete. 1802 war der Palazzo Milzetti, ebenfalls in Faenza, an der Reihe, der vielleicht sein Meisterwerk ist. Im Jahr 1803 wurde er nach Paris gerufen, um die napoleonischen Zimmer im Schloss Malmaison zu gestalten. Seine Anwesenheit im zerstörten Palais des Tuileries wird zwar immer wieder behauptet, ist aber keineswegs sicher.

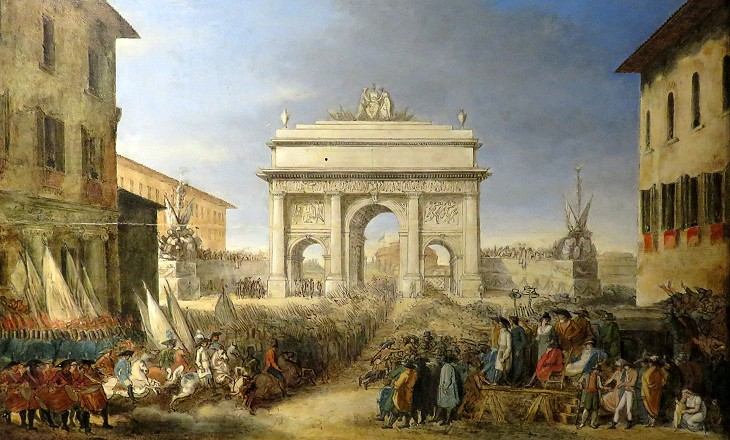
Temporärer Triumphbogen, der auf der Piazza di Ponte zur Feier der Römischen Republik im März 1798 errichtet wurde

In den folgenden Jahren führte er Aufträge in Bologna, Rom, dem neuen Kaiserpalast in Venedig, Ferrara, Ravenna und Forlì aus. Die Fresken im Palazzo Gaddi, im Palazzo Talenti Framonti und im Palazzo Comunale, die heute in den Büros des Bürgermeisters zu sehen sind, sind hervorzuheben. Auch eine Grablegung, die sich heute in der Pinacoteca Civica di Forlì befindet, wird ihm zugeschrieben. In Cesena malte er den dekorativen Zyklus des Palazzo Sirotti Gaudenzi, der vollständig erhalten ist und aus mehreren Temperagemälden besteht, darunter Die Abreise des Attilio Regolo und Ödipus vor der Höhle der Eumeniden.
1811 wurde er zum verdienten Akademiker der Accademia di San Luca in Rom ernannt. In diesen Jahren gestaltete er auch die napoleonische Wohnung im Quirinalspalast und arbeitete am Theater in Imola und in Faenza in den Palästen Morri und Cavina sowie im Palazzo Pasolini. 1819 wurde er zum Mitglied der Päpstliche Akademie der schönen Künste und der Literatur ernannt. Er starb an den Folgen eines Sturzes vom Pferd auf dem Rückweg von einer Reise nach Bologna und wurde in Rom, in Sant’Andrea delle Fratte, beigesetzt.
Die Entdeckung eines wertvollen Manuskripts von Giani ermöglichte es den Kunstkritikern der zweiten Hälfte des letzten Jahrhunderts, ihre Studien über den Maler zu vertiefen und ihn als Schlüsselfigur des Neoklassizismus wiederzuentdecken. Damit waren alle Spekulationen über eine Herkunft des Künstlers aus Faenza oder Monferrato beendet und es stand fest, dass seine geliebte Heimat San Sebastiano Curone war, ein Dorf in der Provinz Alessandria am Fuße des Apennin, das an die Provinzen Pavia, Piacenza und Genua grenzt.
Giani, der in der neoklassizistischen Kunstszene ein „unkonventioneller“ Charakter war, führte ein unstetes, bohemienhaftes Leben und arbeitete mit einer Werkstatt zusammen, zu der auch Ornamentiker, Stuckateure und Möbeltischler gehörten. Zu seinen wichtigsten Mitarbeitern gehörten die Modelleure Antonio Trentanove, die Brüder Giovan Battista und Francesco Ballanti Graziani und Gaetano Bertolani.
Erwähnenswert ist seine besondere Unterrichtsmethode, bei der beim Zeichnen ein großer Raum für Improvisationen zu einem vorgegebenen Thema bestand. Die Treffen zwischen ihm und seinen Schülern trugen den Namen „Akademie der Gedanken“. Oft entstanden bei diesen Wettbewerben eine Reihe von manchmal auch spöttischen und respektlosen Zeichnungen, wie jene mit Dante und Beatrice bei einem Bacchanal, die sich heute in einer Privatsammlung in Bologna befindet.
Als maßgeblicher Künstler des frühen italienischen Neoklassizismus wich Giani nie von seinem bizarren und sehr persönlichen Stil ab, der nicht nur eine Hommage an die Antike darstellt (nicht die kühle und klare von Johann Joachim Winckelmann, sondern die farbenfrohe und „dionysische“ von Herculaneum und Pompeji), sondern auch an Michelangelo und die manieristische Malerei, insbesondere an die fantasievolle und ironische Version der Fresken von Giulio Romano und Pellegrino Tibaldi in Bologna. Raffael (insbesondere die Loggien und Wohnung des Kardinals Bibbiena im Vatikan) und Polidoro da Caravaggio sollten unter seinen idealen Meistern nicht vergessen werden. Überraschenderweise findet sich unter seinen stilistischen Quellen auch die Malerei des 17. Jahrhunderts, insbesondere die von Annibale Carracci und Pietro da Cortona. Einige Analogien, wenn auch in einem völlig anderen Kontext, verbinden ihn mit Größen der Malerei des 19. Jahrhunderts, wie Delacroix, Johann Heinrich Füssli und Goya.

### Innenausstattung

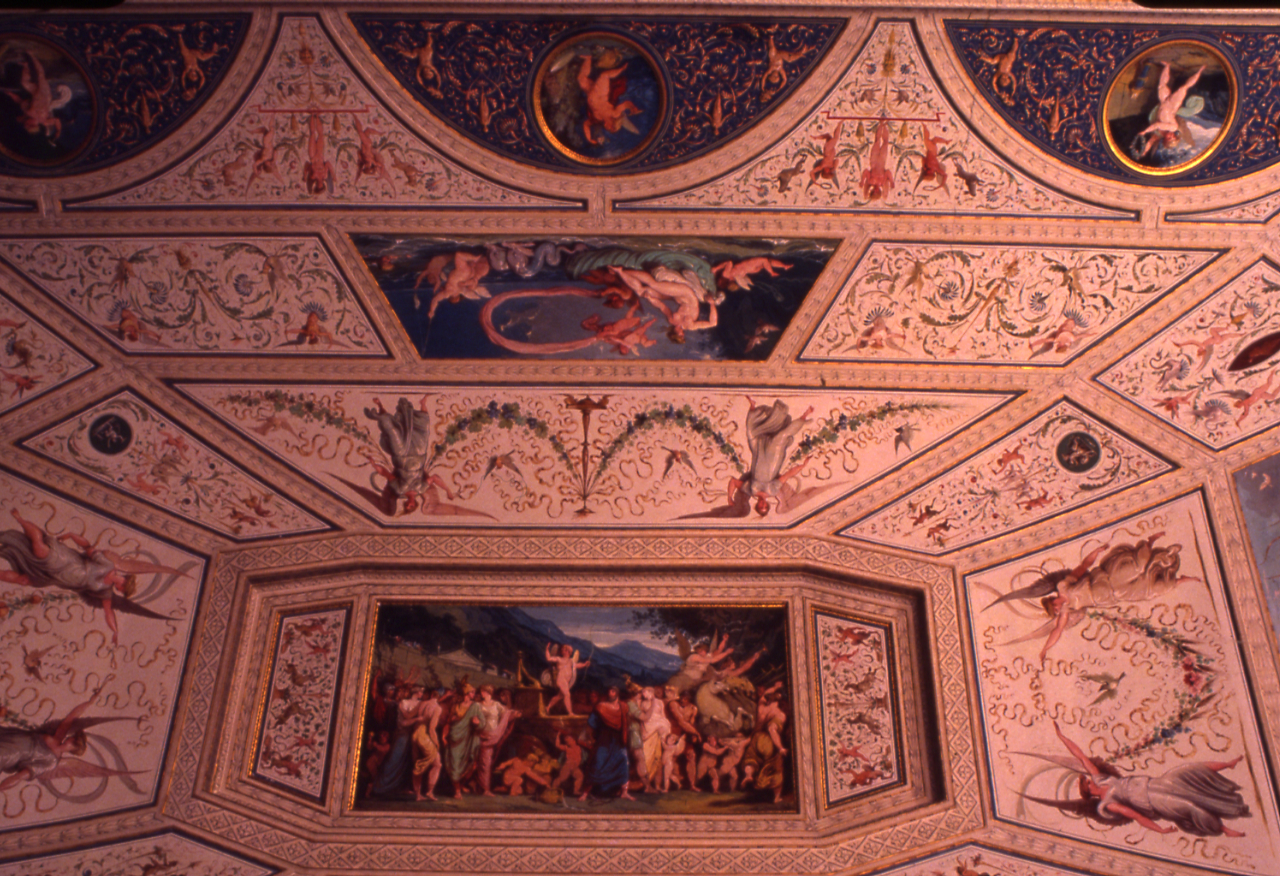
Gewölbe des Palazzo Milzetti in Faenza

- Saal der Triumphe, Palazzo Altieri, ca. 1780, Rom
- Palazzo Antonelli Castracani Augusti, ca. 1780, Umgebung von Senigallia
- Kopie der Vatikanischen Loggien von Raffael (Mitarbeit), ca. 1780, Ermitage Petersburg
- Palazzo Conestabile della Staffa, Perugia
- Galerie des Palazzo Conti-Sinibaldi, 1786, Faenza;
- Galerie des Cento Pacifici, 1786, zwischen Palazzo Manfredi und Teatro Masini, Faenza
- Kirche der Villa Borghese, 1791–93[3][4], Rom
- Geschichte des Apollon Gewölbe des Teatro Pergolesi[5], ab 1798, Jesi
- Saal des Bürgermeisters im Palazzo Comunale, Ende 18. Jh.[5], Jesi
- Palazzo Franciolini, Jesi
- Villa Morsiani, Bagnara di Romagna
- Galerie des Palazzo Laderchi, 1794, Faenza
- Decke des Palazzo Milzetti (vielleicht sein Meisterwerk), 1802, Faenza
- Napoleonische Zimmer, 1803, Schloss Malmaison
- Palazzo Gaddi, Forlì
- Palazzo Talenti-Framonti, Forlì
- Palazzo Guarini, Forlì
- Palazzo Merlini, Forlì
- Palazzo Morattini, Forlì
- Palazzo Manzoni, Forlì
- Palazzo Comunale (Büro des Bürgermeisters), Forlì
- Palazzo Sirotti Gaudenzi, Cesena
- Teatro comunale Ebe Stignani, 1810, Imola;
- Appartamento napoleonico, 1811, Palazzo del Quirinale, Roma;
- Palazzo Gessi, 1813, Faenza
- Palazzo Ranuzzi, Bologna
- Villa Aldini, ca. 1815, Bologna
- Palazzo Morri, 1816, Faenza
- Palazzo Cavina, 1816, Faenza
- Palazzo Pasolini, 1818, Faenza

### Gemälde
- Devotionalienbanner mit der Heiligen Jungfrau von Loreto und den Heiligen Rochus und Franz von Paola, um 1786, Diözesanmuseum Faenza;
- Madonna mit Kind und Hl. Bernhard, Diözesanmuseum, Tortona
- San Petronio, Öl auf Leinwand, Kirche San Petronio, Castel Bolognese;
- Hauptaltar auf dem Petersplatz für das Festa della Federazione, 1798, Museo di Roma a Palazzo Braschi[6], Rom
- Temporärer Triumphbogen auf der Piazza di Ponte zur Feier der Römischen Republik im März 1798, Museo di Roma a Palazzo Braschi, Rom
- Grablegung, Pinacoteca civica di Forlì
- Numa Pompilius erhält von der Nymphe Egeria die Gesetze Roms, Öl auf Leinwand, 1806, Palazzo dell’Ambasciata di Spagna, Rom

### Zeichnungen
- Felice Giani, Album di viaggio da Faenza a Marradi, 1794, Forlì, Biblioteca comunale Aurelio Saffi, Archivio Piancastelli, n° 207[7]